# Kendalasem
Kendalasem is een bestuurslaag in het regentschap Demak van de provincie Midden-Java, Indonesië. Kendalasem telt 1485 inwoners (volkstelling 2010).